# Colloque européen de planétologie
Le Colloque européen de planétologie,,, en anglais European Planetary Science Congress (EPSC), est un colloque européen de planétologie créé en 2006, qui regroupe chaque année plusieurs centaines de scientifiques venus du monde entier pour dialoguer sur les avancées scientifiques réalisées en planétologie et sciences de l'univers.
Les éditions 2011 et 2016 ont été organisées conjointement avec la division de planétologie de l'Union américaine d'astronomie, ce qui explique le plus grand nombre de scientifiques présents pour ces deux éditions.

## Historique
| Édition | Année | Ville    | Pays        | Lieu                                        | Nombre de scientifiques présents | Nombre de pays participants |
| ------- | ----- | -------- | ----------- | ------------------------------------------- | -------------------------------- | --------------------------- |
| 1       | 2006  | Berlin   | Allemagne   | Estrel Convention Center                    |                                  |                             |
| 2       | 2007  | Potsdam  | Allemagne   | Kongress Hotel am Templiner See             |                                  |                             |
| 3       | 2008  | Münster  | Allemagne   | Université de Münster                       |                                  |                             |
| 4       | 2009  | Potsdam  | Allemagne   | Kongress Hotel am Templiner See             |                                  |                             |
| 5       | 2010  | Rome     | Italie      | Université pontificale Saint-Thomas-d'Aquin |                                  |                             |
| 6       | 2011  | Nantes   | France      | Cité des congrès de Nantes                  | 1535                             | 42                          |
| 7       | 2012  | Madrid   | Espagne     | IFEMA-Feria de Madrid                       | 705                              | 34                          |
| 8       | 2013  | Londres  | Royaume-Uni | University College de Londres               | 960                              | 39                          |
| 9       | 2014  | Cascais  | Portugal    | Centre des congrès d'Estoril                | 591                              | 27                          |
| 10      | 2015  | Nantes   | France      | Cité des congrès de Nantes                  | 706                              | 33                          |
| 11      | 2016  | Pasadena | États-Unis  | Pasadena Convention Center                  |                                  | [ 10 ]                      |
| 12      | 2017  | Riga     | Lettonie    | Radisson Blu Hotel Latvija                  | 808                              | 40                          |
| 13      | 2018  | Berlin   | Allemagne   | Université technique de Berlin              | 1018                             | 44                          |
| 14      | 2019  | Genève   | Suisse      |                                             |                                  |                             |